# VCS 80
VCS 80 ist ein Einplatinencomputer, der von Eckhard Schiller entwickelt wurde.

## Hardware
Die Hardware ist der des C-80 ähnlich. Einzig die Taktfrequenz und die Verwendung eines 0,5 KB großen ROMs sowie einer statt zwei PIOs unterscheiden beide voneinander. Jedoch erschien der VCS 80 auch rund drei Jahre früher. Das Display war 9-stellig, jedoch wurde eine Stelle nicht genutzt.

## Software
Das namenlose Betriebssystem ließ sich mittels 24 Tasten programmieren. Laden und speichern wurde mittels Kassettenrecorder realisiert. Selbst Spiele konnten damit programmiert werden.

## Emulation
Das System kann mithilfe von JKCEMU emuliert werden.